# Pianosonate nr. 17 (Mozart)
Pianosonate nr. 17 in Bes majeur, KV 570, is een pianosonate van Wolfgang Amadeus Mozart. Hij schreef het stuk, dat circa 18 minuten duurt, in 1789.

## Onderdelen
De sonate bestaat uit drie delen:
- I Allegro
- II Adagio
- III Allegretto

### Allegro
Dit is het eerste deel van de sonate. Het stuk heeft een 3/4-maat en staat in Bes majeur. Het stuk eindigt in een forte akkoord.

### Adagio
Dit is het tweede deel van de sonate. Het stuk heeft een 4/4-maat en staat in Es majeur.

### Allegretto
Dit is het derde een laatste deel van de sonate. Het stuk heeft een 2/2-maat en staat in Bes majeur. Het eindigt met drie forte intervallen.